# Jesús Castillo (meksykański piłkarz)
 Jesús Castillo Ugarte (ur. 16 maja 1988 w Huetamo) – meksykański piłkarz występujący na pozycji pomocnika.

## Kariera klubowa
Castillo jest wychowankiem klubu Monarcas Morelia, do którego seniorskiej drużyny został włączony jako dziewiętnastolatek przez szkoleniowca José Luisa Trejo. Pierwszy mecz rozegrał w niej w lipcu 2007 w ramach rozgrywek SuperLigi, lecz w Liga MX zadebiutował dopiero 4 sierpnia 2007 w zremisowanym 1:1 spotkaniu z Veracruz. Pełnił jednak rolę głębokiego rezerwowego drużyny i sporadycznie pojawiał się na boiskach, przez następne lata regularnie występując wyłącznie w drugoligowych rezerwach Morelii – Mérida FC. Tam w wiosennym sezonie Clausura 2009 wygrał rozgrywki Liga de Ascenso, co wobec porażki w decydującym o awansie dwumeczu z Querétaro nie zaowocowało jednak promocją do najwyższej klasy rozgrywkowej. Dwa lata później, już po powrocie do Morelii, w sezonie Clausura 2011, zdobył tytuł wicemistrza kraju, lecz zanotował wówczas tylko jeden występ.
Latem 2011 Castillo został wypożyczony do zespołu Jaguares de Chiapas z siedzibą w mieście Tuxtla Gutiérrez, w którego barwach występował przez kolejne półtora roku bez większych sukcesów i niemal wyłącznie w roli rezerwowego. W późniejszym czasie, również na zasadzie wypożyczenia, zasilił drugoligową ekipę Pumas Morelos z siedzibą w Cuernavace, będącą filią pierwszoligowego Pumas UNAM, gdzie spędził pół roku, będąc wyłącznie rezerwowym ekipy. W styczniu 2014 udał się na wypożyczenie po raz kolejny, tym razem do drugoligowego Atlético San Luis z miasta San Luis Potosí. Tam również nie potrafił wywalczyć sobie miejsca w składzie i przez sześć miesięcy zanotował zaledwie jeden ligowy występ, po czym powrócił do najwyższej klasy rozgrywkowej, podpisując umowę z Tiburones Rojos de Veracruz. Po nieudanym półroczu, podczas którego ani razu nie pojawił się na ligowych boiskach, został graczem drugoligowego zespołu Club Celaya.
| Sezon     | Klub                        | Kraj   | Rozgrywki  | Mecze | Bramki |
| --------- | --------------------------- | ------ | ---------- | ----- | ------ |
| 2007/2008 | Monarcas Morelia            | Meksyk | Liga MX    | 2     | 0      |
| 2007/2008 | Mérida FC                   | Meksyk | Ascenso MX | 13    | 0      |
| 2008/2009 | Mérida FC                   | Meksyk | Ascenso MX | 13    | 0      |
| 2009/2010 | Mérida FC                   | Meksyk | Ascenso MX | 24    | 0      |
| 2010/2011 | Mérida FC                   | Meksyk | Ascenso MX | 16    | 0      |
| 2010/2011 | Monarcas Morelia            | Meksyk | Liga MX    | 1     | 0      |
| 2011/2012 | Jaguares de Chiapas         | Meksyk | Liga MX    | 7     | 0      |
| 2012/2013 | Jaguares de Chiapas         | Meksyk | Liga MX    | 5     | 0      |
| 2012/2013 | Pumas Morelos               | Meksyk | Ascenso MX | 5     | 0      |
| 2013/2014 | Monarcas Morelia            | Meksyk | Liga MX    | 0     | 0      |
| 2013/2014 | Atlético San Luis           | Meksyk | Ascenso MX | 1     | 0      |
| 2014/2015 | Tiburones Rojos de Veracruz | Meksyk | Liga MX    | 0     | 0      |
| 2014/2015 | Club Celaya                 | Meksyk | Ascenso MX |       |        |